# Karakara czarna
Karakara czarna (Daptrius ater) – gatunek średniej wielkości ptaka z rodziny sokołowatych (Falconidae), zamieszkujący Amerykę Południową. Nie jest zagrożony.

## Taksonomia
Gatunek ten jest jedynym przedstawicielem rodzaju Daptrius. Nie wyróżnia się podgatunków.

## Morfologia
Długość ciała 41–47 cm, rozpiętość skrzydeł 91–100 cm; masa ciała samców około 330 g, samic 348–445 g. Smukła sylwetka, długie skrzydła. Pióra czarne, z białą nasadą ogona i charakterystyczną rozległą pomarańczową partią nagiej skóry na głowie. Nogi żółte. Młode ptaki bardziej matowe, z prążkami na spodzie ciała i ogonie.

## Zasięg występowania
Ameryka Południowa; od Kolumbii i Wenezueli do Boliwii i środkowej Brazylii.

## Ekologia i zachowanie
Zamieszkuje nizinne lasy, szczególnie wzdłuż rzek oraz strumieni. Często spotykana w małych grupach, przesiaduje na gałęziach lub na ziemi w pobliżu rzek, na terenach leśnych. Lata szybko, prostoliniowo.

## Status
Międzynarodowa Unia Ochrony Przyrody (IUCN) uznaje karakarę czarną za gatunek najmniejszej troski (LC – least concern) nieprzerwanie od 1988 roku. Jest to jednak ptak rzadki – liczebność światowej populacji szacuje się na 670–6700 dorosłych osobników. BirdLife International ocenia trend liczebności populacji jako stabilny, ale jednocześnie podaje, że wylesianie Amazonii może się przyczynić do spadków liczebności tego gatunku.